# Europa (1991)
Europa is een dramafilm uit 1991 onder regie van Lars von Trier. In Noord-Amerika werd de film uitgebracht als Zentropa.

## Verhaal
De Amerikaan Leopold Kessler bevindt zich in 1945 in het verwoeste Frankfurt. Hij wil meehelpen aan de heropbouw van Duitsland. Dankzij zijn Duitse oom krijgt hij een baan als conducteur in het spoorwegbedrijf Zentropa. Zo leert hij Katharina Hartmann kennen, de dochter van de directeur van Zentropa.

## Rolverdeling
| Acteur                  | Personage          |
| ----------------------- | ------------------ |
| Jean-Marc Barr          | Leopold Kessler    |
| Barbara Sukowa          | Katharina Hartmann |
| Udo Kier                | Lawrence Hartmann  |
| Ernst-Hugo Järegård     | oom Kessler        |
| Erik Mørk               | pater              |
| Jørgen Reenberg         | Max Hartmann       |
| Henning Jensen          | Siggy              |
| Eddie Constantine       | kolonel Harris     |
| Max von Sydow           | verteller          |
| Benny Poulsen           | Steleman           |
| Erno Müller             | Seifert            |
| Dietrich Kuhlbrodt      | inspecteur         |
| Michael Phillip Simpson | Robins             |
| Holger Perfort          | Ravenstein         |
| Anne Werner Thomsen     | mevr. Ravenstein   |